# Barichneumon bactricus
Barichneumon bactricus là một loài tò vò trong họ Ichneumonidae.